# Inside The Torn Apart
Inside the Torn Apart — седьмой альбом британской группы Napalm Death. Был выпущен 3 июня 1997 года. Альбом продолжает серию экспериментальных альбомов группы, и в частности, содержит местами чистый вокал, мощное индустриальное звучание, помимо бластбитов дэт-метала и гроулинга Барни.
Обложка альбома изображает процесс сброса оболочек красным гигантом (планетарная туманность) и превращение его в белого карлика.

## Список композиций
1. «Breed to Breathe» — 3:16
2. «Birth in Regress» — 3:32
3. «Section» — 2:45
4. «Reflect on Conflict» — 3:15
5. «Down in the Zero» — 3:09
6. «Inside the Torn Apart» — 3:46
7. «If Symptoms Persist» — 2:41
8. «Prelude» — 3:11
9. «Indispose» — 3:04
10. «Purist Realist» — 2:58
11. «Lowpoint» — 3:15
12. «The Lifeless Alarm» — 4:39
13. «Time Will Come» — 3:22*
14. «Bled Dry» — 2:21*

- — Бонус треки на digipak — издании альбома

## Участники записи
- Марк «Барни» Гринуэй — вокал
- Шэйн Эмбери — бас-гитара, бэк-вокал
- Митч Харрис — гитара, бэк-вокал
- Джесси Пинтадо — гитара
- Дэнни Эррера — барабаны